# Павлюшки
Павлюшки (бел. Паўлюшкі) — деревня в Берестовицком районе Гродненской области Беларуси. Входит в состав Пограничного сельсовета.

## География
Деревня находится в западной части Гродненской области, при автодороге Р-134, на расстоянии приблизительно 5 километров (по прямой) к юго-юго-востоку от городского посёлка Большая Берестовица, административного центра района. Абсолютная высота — 157 метров над уровнем моря. Площадь населённого пункта — 0,3409 км².

## История
По состоянию на 1905 год, в Павлюшках проживало 336 человек. В административном отношении деревня входила в состав Свислочской волости Волковысского уезда Гродненской губернии.
Согласно Рижскому мирному договору (1921), деревня вошла в состав межвоенной Польши. Входила в состав гмины Свислочь Волковысского повета Белостокского воеводства. В 1921 году числилось 175 жителей, проживавших в 26 домах. В этническом составе населения того периода белорусы составляли 100 %. В конфессиональном составе населения преобладали православные христиане (100 %).
С 1939 года в БССР. До 2003 года входила в состав Кваторского сельсовета.

## Население
По данным переписи 2019 года, в деревне проживало 49 человек.
| Год  | Население, человек |
| ---- | ------------------ |
| 1905 | 336                |
| 1921 | ↘ 175              |
| 2009 | ↘ 61               |
| 2019 | ↘ 49               |